# Bacari Djaló
Bacari Djaló (née le 12 août 1983 à Bissau, au Guinée-Bissau) est un footballeur international bissaoguinéen. Il a joué principalement dans différents clubs portugais au poste d'attaquant. Bacari Djaló est actuellement un joueur de l'Académico Viseu, avec qui il dispute la quatrième division portugaise.

## Carrière

### En club
Bacari Djaló commence sa carrière avec le Beneditense CD en troisième division. Sans temps de jeu il ne reste pas et s'engage la saison suivante avec le GDR Bidoeirense en quatrième division. Il se révèle au Sporting Pombal qui vient le chercher la saison suivante, et inscrit six buts en troisième division.
Le FC Felgueiras intéressée par ce jeune espoir, vient le chercher pour disputer la deuxième division. Bacari convainc son entraîneur de l'époque, et joue titulaire tout au long de la saison, il marquera cinq buts. Cependant il ne reste pas, et rejoint le FC Famalicão la saison suivante et réalise une grande saison en marquant dix buts en troisième division.
Il tape à l'œil de nombreux clubs et le Vitória Guimarães vient le chercher pour disputer la deuxième division. Il ne s'impose pas et joue très peu tout au long de la saison, cependant la même saison il fait ses débuts internationales avec l'équipe de Guinée-Bissau.
Ainsi par la suite il se dispute plusieurs clubs, comme à l'AC Vila Meã ou il parvient à inscrire cinq buts en treize rencontres à la mi-saison. Le FC Penafiel ne tarde pas et le recrute au mercato hivernal, mais cependant c'est pas une réussite une nouvelle fois Bacari passe plus son temps sur le banc.
La saison suivante il rejoint le GD Ribeirão et inscrit tout de même neuf buts à la fin de la saison. Tout juste promu en deuxième division la saison suivante, l'AD Carregado vient le recruter pour le placer en attaquant. C'est la déception une nouvelle fois, et Bacari ne s'impose pas et une nouvelle fois passe son temps de jeu sur le banc. À la mi-saison il rejoint directement le FC Famalicão avec qui il réalise une bonne fin de saison.
Pour la saison 2010-11, il joue pour le GD Bragança et inscrit tout de même quatre buts en vingt-et-une rencontres de championnat. Bacari continue de voyager, et il signe pour la saison 2011-12 avec l'Académico Viseu avec qui il obtient l'accession en troisième division, en marquant notamment six buts à son compteur personnel.

### Carrière internationale
Bacari Djaló commence sa carrière internationale à vingt-quatre ans, avec l'équipe de Guinée-Bissau pendant l'année 2007 durant des matchs amicaux. Il a effectué plusieurs matchs de qualifications pour la Coupe du monde 2010.
Par la suite il réalise son premier but international sous les couleurs du Guinée-Bissau, durant un match du groupe A de la Coupe Amílcar Cabral 2007 face à l'équipe du Sénégal des moins de 23 ans (1-1), le 4 décembre 2007.
Au total, avec l'équipe nationale il en est actuellement à dix capes pour un but avec l'équipe de Guinée-Bissau. Il est toujours à ce jour un des attaquants de l'équipe nationale.

## Statistiques

### En joueur
| Saison                | Club                  | Championnat           | Championnat | Championnat | Coupe nationale | Coupe nationale | Coupe de la Ligue | Coupe de la Ligue | Sélection     | Sélection | Sélection | Total | Total |
| Saison                | Club                  | Division              | M.          | B.          | M.              | B.              | M.                | B.                | Équipe        | M.        | B.        | M.    | B.    |
| 2001-2002             | Beneditense CD        | 3                     | 1           | 0           | 1               | 0               | -                 | -                 | -             | -         | -         | 2     | 0     |
| Sous-total            | Sous-total            | Sous-total            | 1           | 0           | 1               | 0               | -                 | -                 | -             | -         | -         | 2     | 0     |
| 2002-2003             | GDR Bidoeirense       | 4                     | -           | -           | -               | -               | -                 | -                 | -             | -         | -         | 0     | 0     |
| Sous-total            | Sous-total            | Sous-total            | -           | -           | -               | -               | -                 | -                 | -             | -         | -         | 0     | 0     |
| 2003-2004             | Sporting Pombal       | 3                     | 37          | 6           | 1               | 0               | -                 | -                 | -             | -         | -         | 38    | 6     |
| Sous-total            | Sous-total            | Sous-total            | 37          | 6           | 1               | 0               | -                 | -                 | -             | -         | -         | 38    | 6     |
| 2004-2005             | FC Felgueiras         | 2                     | 30          | 5           | 1               | 0               | -                 | -                 | -             | -         | -         | 31    | 5     |
| Sous-total            | Sous-total            | Sous-total            | 30          | 5           | 1               | 0               | -                 | -                 | -             | -         | -         | 31    | 5     |
| 2005-2006             | FC Famalicão          | 3                     | 26          | 10          | -               | -               | -                 | -                 | -             | -         | -         | 26    | 10    |
| Sous-total            | Sous-total            | Sous-total            | 26          | 10          | -               | -               | -                 | -                 | -             | -         | -         | 26    | 10    |
| 2006-2007             | Vitória Guimarães     | 2                     | 9           | 1           | 1               | 0               | -                 | -                 | -             | -         | -         | 10    | 1     |
| Sous-total            | Sous-total            | Sous-total            | 9           | 1           | 1               | 0               | -                 | -                 | -             | -         | -         | 10    | 1     |
| 2007-2008             | AC Vila Meã           | 3                     | 13          | 5           | 1               | 0               | -                 | -                 | Guinée-Bissau | -         | 1         | 14    | 6     |
| Sous-total            | Sous-total            | Sous-total            | 13          | 5           | 1               | 0               | -                 | -                 | -             | -         | 1         | 14    | 6     |
| 2007-2008             | FC Penafiel           | 2                     | 11          | 1           | 1               | 0               | 1                 | 0                 | -             | -         | -         | 13    | 1     |
| Sous-total            | Sous-total            | Sous-total            | 11          | 1           | 1               | 0               | 1                 | 0                 | -             | -         | -         | 13    | 1     |
| 2008-2009             | GD Ribeirão           | 3                     | 24          | 9           | 1               | 0               | -                 | -                 | -             | -         | -         | 25    | 9     |
| Sous-total            | Sous-total            | Sous-total            | 24          | 9           | 1               | 0               | -                 | -                 | -             | -         | -         | 25    | 9     |
| 2009-2010             | AD Carregado          | 2                     | 8           | 0           | 0               | 0               | 2                 | 0                 | -             | -         | -         | 10    | 0     |
| Sous-total            | Sous-total            | Sous-total            | 8           | 0           | 0               | 0               | 2                 | 0                 | -             | -         | -         | 10    | 0     |
| 2009-2010             | FC Famalicão          | 4                     | 15          | 7           | 0               | 0               | -                 | -                 | -             | -         | -         | 15    | 7     |
| Sous-total            | Sous-total            | Sous-total            | 15          | 7           | 0               | 0               | -                 | -                 | -             | -         | -         | 15    | 7     |
| 2010-2011             | GD Bragança           | 3                     | 21          | 4           | 2               | 2               | -                 | -                 | -             | -         | -         | 23    | 6     |
| Sous-total            | Sous-total            | Sous-total            | 21          | 4           | 2               | 2               | -                 | -                 | -             | -         | -         | 23    | 6     |
| 2011-2012             | Académico Viseu       | 4                     | 28          | 6           | 0               | 0               | -                 | -                 | -             | -         | -         | 28    | 6     |
| Sous-total            | Sous-total            | Sous-total            | 28          | 6           | 0               | 0               | -                 | -                 | -             | -         | -         | 28    | 6     |
| Total sur la carrière | Total sur la carrière | Total sur la carrière | 223         | 54          | -               | -               | 3                 | 0                 | -             | 10        | 1         | 236   | 55    |

## Palmarès
| Académico Viseu - Championnat du Portugal D4 (1) : - Vainqueur : 2011-12 (Série C) |